# 영양군 (왕족)
영양군 이거(永陽君 李岠, 1521년 6월 8일(음력 4월 24일) ~ 1561년 9월 16일(7월 27일))은 조선 중기의 왕자로, 중종의 서4남이며  창빈 안씨 소생이다. 덕흥대원군의 유일한 친형이며, 선조·하릉군·하원군의 큰아버지이다. 자는 탁보(卓甫), 시호는 성도(成悼)이다.

## 생애
자는 탁보(卓甫), 그밖의 자세한 생애와 호 등은 알려져있지 않다. 1521년(중종 15) 4월 24일 중종과 안산안씨로 적순부위를 지낸 안탄대(安坦大)의 딸 창빈 안씨에게서 태어났으며 덕흥군의 친 형이자, 정신옹주의 오빠가 된다. 인종의 이복 서제이자 명종에게는 서형이 된다.
현감 증 의정부좌찬성 안세형(安世亨)의 딸 경양군부인(景陽郡夫人) 순흥안씨를 부인으로 맞았으나 후사가 없어 성종의 12서자 무산군 이종(李悰)의 손자이자 부안도정 이석수(扶安都正 李碩壽)의 아들인 흥녕부정(興寧副正) 이수전(李秀荃)을 양자로 삼아 후사를 이었다. 그의 양자가 된 흥녕부정은 흥녕군으로 승차되었다. 1561년 7월 27일 40세를 일기로 사망하였다.
그는 경기도 과천현 북면 동작리(현 서울특별시 동작구 동작동) 창빈 안씨 묘소 우측 언덕에 매장되었다고 한다. 이후 그의 부인 순흥군부인 안씨와 합장되었다. 그의 묘소는 대한민국 건국 후 조성된 동작동 국립묘지 안에 있었으나 실전되었다. 사후 성도의 시호가 내려졌다.
처음에는 과천 동작리에 있던 묘소는 후일 1581년 2월 26일 경기도 장단군 장도면 사시리(沙是里) 마을 후록 인좌원(後麓寅坐原)으로 이장되었다.
묘비는 1941년 세워졌는데, 한성부판윤 홍문관대제학을 지낸 민경식(閔景植)이 비문을 짓고, 홍문관부제학과 규장각검열을 지낸 이범석(李範錫)이 글씨를 썼다.

## 가족 관계
- 부왕 : 중종(中宗, 1488 ~ 1544)
- 생모 : 창빈 안씨(昌嬪 安氏, 1499 ~ 1549)
  - 여동생 : 정신옹주(靜愼翁主, 1526 ~ 1552)
  - 남동생 : 덕흥대원군(德興大院君, 1530 ~ 1559)
  - 정부인 : 경양군부인(景陽郡夫人) 안방향(安芳香, 1522년 8월 10일 ~ 1594년 7월 25일) - 안세형(安世亨)의 4녀[2]
    - 양자 : 흥녕부정(興寧副正) 이수전(李秀筌 1554 ~ 1605) : 부안도정(扶安都正) 이석수(李碩壽)의 아들
    - 며느리 : 서하군부인 풍천 임씨(西河郡夫人 豊川 任氏) - 임열(任說)의 딸
      - 손자 : 풍해군(豊海君) 이잠(李潛, 1585 ~ 1648)

    - 며느리(측실) : 환진(環眞) - 양민 출신
      - 서손녀 : 이온영(李溫英, 1580 ~ ?)
      - 서손자 : 풍릉수(豊陵守) 이혼(李混, 1582 ~ ?)

## 기타
양자 흥녕부정은 후에 군으로 진봉되었다. 흥녕부정 수전은 1614년(광해군 6년) 8월 27일 위성원종공신 2등(衛聖原從功臣二等)에 책록되었다.

## 같이 보기
- 덕흥대원군
- 창빈 안씨
- 중종